# Willy Kanis
Willy Kanis (Kampen, 27 juli 1984) is een Nederlands wielrenster. In de zomer zit Kanis op een BMX, in de winter was ze voornamelijk bezig met baanwielrennen. In het winterseizoen 2012/13 was ze actief als bobsleester.

## Wielrennen
Baanwielrennen
Op zaterdag 24 februari 2006 veroverden Yvonne Hijgenaar (meervoudig kampioene van Nederland) en Kanis het goud op het onderdeel teamsprint bij de wereldbekerwedstrijd in Manchester. In de finale was het koppel te sterk voor de Britse combinatie Anna Blyth en Shanaza Reade. In december 2006 behaalde zij in Moskou de tweede plaats tijdens de tweede wb-wedstrijd op de teamsprint, weer samen met Hijgenaar. Op 30 december 2006 veroverde Kanis in Alkmaar bij de Nederlandse kampioenschappen baanwielrennen de titel op het onderdeel keirin. Ze klopte Nina Kessler en Yvonne Baltus. Ze won kort daarvoor ook al de titels op de sprint en de 500 meter tijdrit. In 2007 behaalde zij (wederom met Hijgenaar) een zilveren medaille op de wereldkampioenschappen. Op het WK van 2008 werd ze 4e op de 500m, 5e op de sprint en 9e op het onderdeel keirin. Op het WK van 2009 behaalde ze twee medailles, zilver op de sprint, brons op keirin en werd ze 5e op de sprint en teamsprint (weer met Hijgenaar). Op het WK van 2010 werd ze 4e op de 500m.
Op de Olympische Zomerspelen 2008 te Peking nam ze deel aan de sprint in het baanwielrennen, ze werd vierde.
Fietscross
Op 5 februari 2006 werd Kanis de Europees kampioene fietscross indoor in Zwolle. Ze is de eerste die deze titel behaalde. In de zomer van 2006 werd ze in Brazilië wereldkampioen. Op zaterdag 8 juli 2007 werd Kanis te Haaksbergen Nederlands kampioen BMX.

## Bobsleeën
Voor het seizoen 2012/13 stapte Kanis over naar het bobsleeën. Als remster van pilote Esmé Kamphuis in de tweemansbob nam ze drie keer deel in de wereldbeker. In haar eerste wedstrijd, de derde wb-wedstrijd in het Canadese Whistler op de olympische baan van 2010 werden ze vierde. Vervolgens nam ze nog deel in de vijfde (13e plaats) en negende en laatste bekerwedstrijd (11e plaats).